# مايك غرينبيرغ
مايك غرينبيرغ (بالإنجليزية: Mike Greenberg)‏ هو مقدم تلفزيوني ومعلق رياضي أمريكي، ولد في 6 أغسطس 1967 في نيويورك في الولايات المتحدة.